# Barnum (Iowa)
Barnum – miasto w Stanach Zjednoczonych, w stanie Iowa, w hrabstwie Webster.

## Demografia
Zgodnie ze spisem statystycznym z 2000 roku, miasto liczyło 195 mieszkańców. W 2023 roku liczba mieszkańców spadła do 178 osób, a gęstość zaludnienia poniżej 223 osób/km².

## Geografia
Barnum znajduje się na 42° 30' 24 N, 94° 21' 52 W (42.506660, -94.364575). Według United States Census Bureau miasto zajmuje obszar 0,8 km².